# بالسترينا
بالسترينا ((بالإنجليزية: Palestrina)) هي مدينة قديمة وبلدية في إقليم لاتسيو، يبلغ عدد سكانها 18,000 وتبعد حوالي 35 كيلومتر (22 ميل) شرق روما.

## السكان
في سنة 1871 بلغ عدد السكان 5٬979 نسمة، وتطور العدد ليصل في سنة 2011 لـ 20٬498 نسمة.
يظهر هذا المخطط البياني تطور النمو السكاني لـ بالسترينا

## روابط خارجية
- www.comune.palestrina.rm.it/